# 拉里麼納呵
拉里麼納呵（撒奇萊雅語：lalimenah），是台灣撒奇萊雅族傳說中的惡鬼，屬於行小惡鬼的一種，會糾纏病人使其死亡。

## 習性
拉里麼納呵會在有人生病時變成病人的親人或朋友找他聊天，一直講一直講，讓生病的人不知不覺跟牠一直聊下去，最後在被糾纏幾個月後死亡。
另外，也有拉里麼納呵會引誘病人或是睡夢中的人離開家，將他們引至刺竹林、遠方、高處等難以抵達的地方，或是讓他們迷路、吃著牛糞、野草、蟲子等東西的傳說。

## 其他
普通人看不到拉里麼納呵，只有生病的人可以看見。而他們的傳說也被認為跟魔神仔、或是夢遊有關。